# 郭谨
郭谨（891年—950年），五代时后汉将领。字守节，太原晋阳（治太原市西晋源镇）人。
郭谨少年从军，能骑射，历任河中教练使。后晋天福年间，石敬瑭任命他为奉国右厢都指挥使，领禺州刺史。天福三年（938年），转任奉国左厢都指挥、泗州防御使，一年多後，授侍卫步军都指挥使兼宁江军节度使。天福六年（941年），跟从石敬瑭到邺都。天福七年（942年），晋少帝石重贵即位，任命他为彰德军节度使。开运元年（944年）出镇鄜州。开运二年（945年），入朝为左神武统军。开运三年（946年），再镇鄜州。后汉高祖即位，以同乡旧臣，加郭谨检校太尉，移镇滑台（义成军节度使）。乾祐元年（948年），再任彰德军节度使。乾祐二年（949年），刘承祐加郭谨为检校太师。乾祐三年（950年），郭谨入朝，加封食邑。十月，郭谨在官任上去世，时年六十岁。刘承祐辍视朝二日，赠郭谨为侍中。

## 延伸阅读
[在维基数据编辑]
 《舊五代史·卷106》，出自薛居正《舊五代史》